# Migori (condado)
Migori é um distrito (wilaya) que faz parte da província de Nyanza, no Quênia. Sua capital é a cidade de Migoro.
Possuia uma população de 917,170 m 2009 habitantes e uma área de 2.005 km².